# Argyrobrithes
Argyrobrithes är ett släkte av tvåvingar. Argyrobrithes ingår i familjen vapenflugor.

## Arter inomArgyrobrithes[1]
- Argyrobrithes albopilosus
- Argyrobrithes argenteus
- Argyrobrithes argentifer
- Argyrobrithes crinitus
- Argyrobrithes infera
- Argyrobrithes insularis
- Argyrobrithes separatus
- Argyrobrithes zernyi